# Valīkābād
Valīkābād (persiska: وليک آباد) är en ort i Iran.   Den ligger i provinsen Golestan, i den norra delen av landet, 300 km öster om huvudstaden Teheran. Valīkābād ligger 63 meter över havet och antalet invånare är 497.
Terrängen runt Valīkābād är platt norrut, men söderut är den kuperad. Terrängen runt Valīkābād sluttar norrut. Runt Valīkābād är det ganska tätbefolkat, med 207 invånare per kvadratkilometer. Närmaste större samhälle är Gorgan, 4,6 km sydväst om Valīkābād. Trakten runt Valīkābād består till största delen av jordbruksmark.